# 16 Brygada WOP
16 Brygada Wojsk Ochrony Pogranicza – zlikwidowany związek taktyczny Wojsk Ochrony Pogranicza pełniąca służbę na granicy morskiej.

## Formowanie i zmiany organizacyjne
16 Brygada Wojsk Ochrony Pogranicza JW 1002 została sformowana 1 stycznia 1951 na bazie 4 Brygady Ochrony Pogranicza, na podstawie rozkazu MBP nr 043/org z 3 czerwca 1950 z podległością Dowództwu WOP. Nowa numeracja batalionów i brygad weszła w życie z dniem 1 stycznia 1951.
Dowództwo brygady stacjonowało w Gdańsku przy ul. Niedziałkowskiego 11, a następnie ul. Oliwskiej 35.
Pod koniec 1951 skład osobowy brygady wynosił 2559 żołnierzy, w tym 272 oficerów, 223 podoficerów zawodowych, 190 podoficerów służby zawodowej i 1784 szeregowych. 
W marcu 1954 dokonano zmiany numeracji strażnic WOP występujących w strukturach batalionów WOP na Wybrzeżu Gdańskim. W połowie lat pięćdziesiątych nastąpiła kolejna reorganizacja pododdziałów WOP na Wybrzeżu Gdańskim. Dotychczasowe Bataliony Kontroli Granicznej przemianowano na Bataliony Portowe WOP z jednoczesnym zwiększeniem ich stanów osobowych. Ostatecznie pod koniec 1954 w organizacji Batalionu Portowego WOP Gdynia występowało 7 strażnic portowych (nr 1, 2, 3, 4, 5 i 6 strażnica ogólnoportowa z ekipami kontrolnymi i kontrolerami oraz nr 7 do kontroli ruchu rybackiego), a w Batalionie Portowym WOP Gdańsk – 4 strażnice (nr 8, 9, 10, i 11 strażnica ogólnoportowa).
Zgodnie z etatem czasu „P” nr 352/20, na dzień 1 listopada 1954 brygada liczyła 3709 żołnierzy, a etat czasu „W” nr 0352/176 przewidywał 3865 żołnierzy.
1 lipca 1956 został rozformowany 162 batalion WOP w Sopocie.
1 czerwca 1957 161 batalion WOP w Lęborku został podporządkowany dowódcy 15 Brygady WOP w Koszalinie.
Zgodnie z etatem czasu „P” nr 352/41, na dzień 1 sierpnia 1957 brygada liczyła 2701 żołnierzy, a etat czasu „W” nr 0352/23 przewidywał 2127 żołnierzy.
Rozformowana 1 stycznia 1958. Na jej bazie powstała 16 Kaszubska Brygada WOP.

## Skład organizacyjny
Organizacja 16 Brygady WOP z 1950
- Dowództwo 16 Brygady WOP w Gdańsku
- 161 batalion WOP w Lęborku
- 162 batalion WOP w Sopocie
- 163 batalion WOP w Sztutowie
- batalion portowy WOP Gdynia w Gdyni
- batalion portowy WOP Gdańsk w Gdańsku-Nowym Porcie
- Fotylla Okrętów Pogranicza w Gdańsku-Westerplatte
- pododdziały dowodzenia.

Strażnice 16 Brygady WOP wg. nowej numeracji od 15 marca 1954
- 161 Batalion WOP (mp. Lębork)
  - Strażnica WOP Łeba (nr 87)
  - Strażnica WOP Stilo (nr 88)
  - Strażnica WOP Białogóra (nr 89)
  - Strażnica WOP Karwia (nr 90)
  - Strażnica WOP Władysławowo (nr 91)
- 162 Batalion WOP (mp. Sopot)
  - Strażnica WOP Jastarnia (nr 99)
  - Strażnica WOP Puck (nr 93)
  - Strażnica WOP Babie Doły (nr 94)
  - Strażnica WOP Sopot (nr 95)
  - Strażnica WOP Sianki (nr 96)
- 163 Batalion WOP (mp. Sztutowo)
  - Strażnica WOP Sobieszewo (nr 97)
  - Strażnica WOP Jantar (nr 98)
  - Strażnica WOP Sztutowo (nr 99)
  - Strażnica WOP Krynica Morska (nr 100)
  - Strażnica WOP Piaski (nr 101).

Organizacja 16 Brygady WOP z 1 stycznia 1955
- Dowództwo:
  - dowódca brygady – ppłk Jakub Margulec
  - zastępca dowódcy brygady ds. zwiadu – mjr Wacław Kurowski
  - szef sztabu – mjr Ryszard Hryszan
  - szef wydziału operacyjnego – mjr Marian Opałka
- Sztab:
  - Batalion Szkolny (Szkoła Podoficerska)
  - Batalion Odwodowy
  - Pododdziały obsługi jednostki
- 161 Batalion WOP (mp. Lębork) – d-ca mjr Anatol Rosnowski
  - Strażnica WOP Łeba nr 87
  - Strażnica WOP Stilo nr 88
  - Strażnica WOP Białogóra nr 89
  - Strażnica WOP Karwia nr 90
  - Strażnica WOP Władysławowo nr 91
- 162 Batalion WOP (mp. Sopot) – d-ca kpt. Tadeusz Kuczyński 
  - Strażnica WOP Jastarnia nr 92
  - Strażnica WOP Puck nr 93
  - Strażnica WOP Babie Doły nr 94
  - Strażnica WOP Sopot nr 95
  - Strażnica WOP Sianki nr 96
- 163 Batalion WOP (mp. Sztutowo) – d-ca kpt. Stanisław Maziarz 
  - Strażnica WOP Sobieszewo nr 97
  - Strażnica WOP Jantar nr 98
  - Strażnica WOP Sztutowo nr 99
  - Strażnica WOP Krynica Morska nr 100
  - Strażnica WOP Piaski nr 101
- Batalion Portowy WOP Gdynia (7 strażnic) – d-ca mjr Szczepan Cheba
  - strażnice nr: 1, 2, 3, 4, 5, 6 (ta ostatnia ogólnoportowa podająca tylko ekipy kontrolne) oraz kompania nr 7 (rybacka),
- Batalion portowy WOP Gdańsk (4 strażnice) – dca kpt. Zygmunt Dziubiński
  - strażnice: nr 8, 9, 10, 11 (ta ostatnia ogólnoportowa)
- Morskie Graniczne Przejście Kontrolne (MGPK) Hel
- Morskie Graniczne Przejście Kontrolne (MGPK) Władysławowo
- Dywizjon Okrętów Ochrony Pogranicza (mp. Westerplatte) – d-ca kmdr por. Aleksy Szigarow.

## Sąsiednie brygady
- 15 Brygada WOP ⇔ 19 Brygada WOP – 1.01.1951–1956
- 15 Brygada WOP ⇔ Samodzielny Oddział Zwiadowczy WOP Kętrzyn – 1956–30.04.1957
- 15 Brygada WOP ⇔ 19 Kętrzyński Oddział WOP – 1.05.1957–31.12.1957.

## Dowódcy brygady
- ppłk Władysław Bąk
- ppłk Witold Kłoczko
- ppłk Jakub Margules (był 1.01.1955[11])
- mjr Roman Sokólski
- płk Czesław Stopiński.